# Семёнов, Алексей Алексеевич
Алексе́й Алексе́евич Семёнов (12 (25) марта 1882, село Тамир, Верхнеудинский уезд, Забайкальская область, Российская империя — 3 октября 1938) — первый нарком финансов Якутской АССР, работал в период перехода края от натурального товарообмена к денежному обращению. Всю жизнь посвятил развитию республики. Выпустил большое количество статей по самым различным актуальным вопросам.

## Биография
Семёнов родился в многодетной крестьянской семье. В 1897 году окончил Троицкосавское четырехклассное городское училище. После окончания училища работал письмоводителем у мирового судьи, мелким служащим конторы торгового дома «Коковин и Басов». Через несколько лет был переведён бухгалтером в Якутский филиал торгового дома, а через 10 лет возглавил его.
Ещё будучи мальчиком, выучил язык эсперанто, и, пользуясь им, впоследствии проехал по всем крупнейшим городам Западной Европы.
Алексей Семёнов посвятил себя развитию экономики и культуры Якутии. Он был одним из основателей общества взаимопомощи приказчиков, самодеятельность которого послужила началом Русскому драматическому театру в Якутске. Семёнов дружил с Максимом Горьким, вёл с ним переписку. Известно, что он навещал Горького на острове Капри в 1912 году, а позже в Париже. Горький присылал книги в клубную библиотеку общества взаимопомощи.
В 1929 году Горький написал о Семёнове очерк «О единице».
В 1907 году Семёнов способствовал изданию газеты «Якутский край» на русском и якутском языках. Он был одним из тех, кто организовал телефонную связь и первую электростанцию в Якутске.
После Октябрьской революции Алексей Алексеевич принимает Советскую власть. В 1918 году он организует Якутское товарищество розничной торговли. В эти годы ощущался острый недостаток денежных знаков.
В 1919—1921 годах Семёнов выпустил в Якутии так называемые «Винные» деньги, а позже уже на посту главы наркомфина организовал выпуск якутских дензнаков 1921 года. Наркомом он оставался до 1 октября 1933 года.
С 1907 года был женат на Наталье Петровне Угловской. У них было трое детей. Два сына — Иван и Василий и дочь, умершая в младенчестве.
Арестован 27.09.37 УГБ НКВД ЯАССР по ст. 58-6 УК РСФСР. Постановлением Тройки НКВД ЯАССР от 02.10.38 осуждён к высшей мере наказания. 3 октября 1938 года расстрелян. Определением Военного трибунала ЗабВО от 11.06.57 дело прекращено за отсутствием состава преступления, реабилитирован посмертно в 1967 году. Дело № 2339-р.